# Para mokra
Para mokra – mieszanina pary nasyconej i znacznej ilości kropelek cieczy tej samej substancji. Ma temperaturę równą temperaturze parowania cieczy przy danym ciśnieniu, czyli temperaturze nasycenia. Przykładem pary mokrej jest para wydobywająca się z czajnika.
Para mokra otrzymywana jest np. w kotle parowym bez przegrzewacza. Stosowana jest w celach grzewczych i technologicznych. W maszynach parowych tłokowych i turbinach została zastąpiona parą przegrzaną, co podniosło sprawność tych urządzeń. Stosowana jest także w niektórych rozwiązaniach elektrowni jądrowych. Dawniej stosowano ją w parowozach, a w tym we wszystkich parowozach bezogniowych.
Parą mokrą jest para odlotowa większości maszyn parowych tłokowych i turbin. Występuje także w ostatnich stopniach turbin parowych kondensacyjnych. Wytrącające się z niej skropliny odprowadzane są na zewnątrz. W maszynie parowej tłokowej wytrącająca się z pary mokrej woda zbiera się w cylindrze i jest okresowo odprowadzana przez kurki odwadniające. Zjawisko to szczególnie nasila się w czasie przerwy w pracy. Nadmiar wody w cylindrze doprowadza do uderzenia wodnego mogącego wyrwać głowicę. Zapobiegają temu zawory bezpieczeństwa na pokrywach, czasami w postaci jednorazowych płytek łamliwych. Tego typu awaria, która miała miejsce w latach pięćdziesiątych na Sołdku, skończyła się wymianą maszyny parowej.
Wykraplanie wody z pary w ostatnich stopniach turbin parowych kondensacyjnych stanowi poważny problem. Kropelki wody poruszają się bowiem nieco inaczej, niż cząsteczki pary wodnej, przez co następuje ich uderzanie o szybko poruszające się końcowe fragmenty łopatek wirnika ostatnich stopni. W wyniku tych uderzeń może dochodzić do zużycia erozyjnego. Powierzchnie szczególnie narażone na "atak" kropel wody pokrywane są materiałami odpornymi na ich działanie erozyjne, ale to nie rozwiązuje całkowicie problemu. Dlatego dopuszcza się maksymalny udział wody w parze mokrej na poziomie 15% (stopień suchości pary X = 0,85).
Parametry:
- temperatura,
- ciśnienie,
- objętość właściwa,
- stopień suchości pary,
- entalpia,
- entropia.